# Communauté de communes du Pays d'Auros
La communauté de communes du Pays d'Auros était un établissement public de coopération intercommunale (EPCI) français, situé dans le département de la Gironde, en région Aquitaine.

## Historique
La communauté de communes du Pays d'Auros fut créée par arrêté préfectoral en date du 15 décembre 2003 sur la base de 13 communes adhérentes, avec prise d'effet au 1er janvier 2004.
Le 1er janvier 2013, la commune de Sigalens a quitté cette communauté pour rejoindre la Communauté de communes de Captieux-Grignols.
Au 1er janvier 2014, la communauté de communes du Pays d Auros a fusionné avec la communauté de communes du Réolais et trois communes du Monségurais (Monségur, Saint-Vivien-de-Monségur, Roquebrune) pour former la communauté de communes du Réolais en Sud Gironde et, de ce fait, a été dissoute.

## Composition
La communauté de communes du Pays d'Auros  est composée des 12 communes suivantes :
| Nom                  | Code Insee | Gentilé         | Superficie (km2) | Population (dernière pop. légale) | Densité (hab./km2) |
| -------------------- | ---------- | --------------- | ---------------- | --------------------------------- | ------------------ |
| Auros (siège)        | 33021      | Aurossais       | 15,32            | 1 004 (2014)                      | 66                 |
| Aillas               | 33002      | Aillassais      | 35,13            | 805 (2014)                        | 23                 |
| Barie                | 33027      | Bariauds        | 5,33             | 289 (2014)                        | 54                 |
| Bassanne             | 33031      | Bassannais      | 2,54             | 103 (2014)                        | 41                 |
| Brouqueyran          | 33074      | Brouqueyranéens | 5,66             | 203 (2014)                        | 36                 |
| Berthez              | 33048      | Berthéziens     | 6,03             | 257 (2014)                        | 43                 |
| Brannens             | 33072      | Brannensois     | 6,04             | 226 (2014)                        | 37                 |
| Castillon-de-Castets | 33107      | Castillonnais   | 4,47             | 311 (2014)                        | 70                 |
| Lados                | 33216      | Ladossais       | 6,49             | 171 (2014)                        | 26                 |
| Pondaurat            | 33331      | Dorépontais     | 8,74             | 486 (2014)                        | 56                 |
| Puybarban            | 33346      | Puybarbanais    | 5,58             | 414 (2014)                        | 74                 |
| Savignac             | 33508      | Savignacais     | 17,02            | 628 (2014)                        | 37                 |

## Politique et administration
| Période                                  | Période       | Identité       | Étiquette | Qualité                                                          |
| ---------------------------------------- | ------------- | -------------- | --------- | ---------------------------------------------------------------- |
| janvier 2004                             | 2008          | Martine Faure  | PS        | Conseillère générale (1998-2011), députée (2007-2017)            |
| 2008                                     | décembre 2013 | Francis Zaghet | PS        | Maire de Pondaurat (depuis 1995), conseiller général (2011-2015) |
| Les données manquantes sont à compléter. |               |                |           |                                                                  |

## Compétences

### Développement économique
La compétence « Développement économique » est une des compétences phares de la Communauté de communes. En effet, le territoire bénéficie d'un atout indispensable : la Zone d'Activités Économiques du Bois-Majou qui se trouve sur un nœud autoroutier, à proximité immédiate d'une bretelle d'autoroute de l'A62 (sortie La Réole no 4) sur l'axe Bordeaux – Toulouse et à 5 minutes de la nouvelle autoroute A65 Langon – Pau.

### Aménagement de l'espace communautaire
- Élaboration d'un projet de développement local,
- Étude de tous documents d'urbanisme concernant le territoire de la Communauté de communes,
- Schéma de cohérence territoriale (SCOT),
- Aménagement numérique du territoire.

### Tourisme
D'un point de vue touristique, le territoire de la Communauté offre de nombreuses potentialités. Cet espace de transition entre la Garonne, le Bazadais et les Landes offre un paysage diversifié, de qualité et un patrimoine naturel et culturel riche.
La Communauté a délégué les missions de Pays d'accueil touristique (PAT) à l'OTEM (Office de Tourisme de l'Entre-deux-Mers) et a confié par convention au syndicat d'Initiative du canton la mission d'animation locale.

### Politique du logement et du cadre de vie - habitat
La gestion de cette compétence a été confiée à la Maison de l'Habitat située à La Réole qui a notamment mis en œuvre une OPAH (Opération Programmée d'Amélioration de l'Habitat) qui permet aux particuliers de bénéficier de subventions pour des travaux d'amélioration dans leur logement (principal ou locatif).

### Protection et mise en valeur de l'environnement
- La gestion de la compétence « collecte, élimination et la valorisation des déchets ménagers et assimilés a été déléguée au SICTOM du Langonnais. 
- La CDC est chargée de l'entretien des chemins de randonnée inscrits au schéma départemental.

### Voirie d'intérêt communautaire
La communauté est chargée :
- des travaux de réparations des voies classées communales revêtues,
- du fauchage et du faucardage des accotements des voies classées communales revêtues.

### Développement social et vie associative
La communauté soutien des actions sociales et socioculturelles en faveur des populations de la Communauté de communes, notamment par l'Adhésion à la mission locale du Sud Gironde, le soutien à l'APEFEM, Insermeca, ou par l'octroi de subventions versées à des associations œuvrant en faveur du développement social local.
La communauté apporte également son soutien financier à des manifestations et des actions se déroulant sur au moins deux communes et favorisant l'animation locale du territoire. 

### Petite enfance et jeunesse
Par la construction et la gestion de structures d'accueil pour la petite enfance et l'enfance jeunesse - maison de la Petite Enfance (0-3 ans) et Accueil de Loisirs (3-11 ans) - la communauté a souhaité répondre à de réels besoins de la population,.